# Thor Heyerdahl
Thor Heyerdahl (Larvik, Norvégia, 1914. október 6. – Colla Micheri, Olaszország, 2002. április 18.) norvég utazó. Eredetileg tengerbiológus, akit érdekelt az antropológia. Kon-Tiki expedíciójával lett híres, melynek során egy tutajjal 8000 kilométert vitorlázott Dél-Amerikából a Tuamotu-szigetekre.
Az expedíció megmutatta, nem volt technikailag lehetetlen, hogy Dél-Amerikából eljussanak a Polinéz szigetvilágba. Fizikai és genetikai bizonyítékokra hivatkozva sok antropológus azonban továbbra is úgy gondolja, hogy ellenkező irányból, Ázsiából települt be Polinézia őslakossága. Alexander Ioannidis és kutatótársai DNS-vizsgálattal igazolták, hogy dél-amerikai partmenti lakosok 1200 környékén eljutottak Francia-Polinéziába.

## Élete
Thor Heyerdahl 1914. október 6-án született Norvégiában, Larvik városában. Ebben a szép kikötővárosban nőtt fel. Már gyermekkorában is érdekelték az állatok, házukban saját kis magánmúzeumot rendezett be, aminek gyöngyszeme egy keresztes vipera volt. Zoológiát és földrajzot tanult az Oslói Egyetemen, közben egy gazdag oslói barátja könyveit tanulmányozva beleszeretett a polinézek világába. Ekkor mindent hátrahagyva Polinéziába akart utazni. Az egyetem professzorai végül meggyőzték, hogy töltsön el egy évet a Marquises-szigeteken, és tanulmányozza az ott élő állatokat az Oslói Egyetem számára. Összekötötte a kellemest a hasznossal, és első feleségével a Marquises-szigetekre utazott. Egy saját maguk építette bambuszházban laktak. Főleg rovarokat tanulmányoztak, de érdeklődése inkább már a polinézek származása felé fordult. Erről írta a magyarul is megjelent Fatu Hiva cimű könyvét.
1938-ban megjelentette Vadászat a paradicsomért című könyvét norvégül (På Jakt etter Paradiset) a Marquesas-szigeteken töltött évéről. Ekkor már tudta, hogy nem a zoológiával, hanem a polinézekkel fog foglalkozni. Mivel kitört a második világháború, ezt nem tudta megvalósítani. Észak-Norvégiában harcolt a nácik ellen. 1947-ben megépítette a Kon-Tiki nevű tutajt, amin 6 társával 101 nap alatt 8000 kilométert tettek meg. Az expedícióról beszámoló könyvét 70 nyelvre fordították le, a dokumentumfilm Oscar-díjat kapott. 1955-ben egy barátjával járt a Húsvét-szigeten. Elszállítottak és felállítottak egy moai szobrot, ezzel bebizonyítva, hogy nem kell a felállításához sok ember. 1969-ben a Ra nevű papirusztutajjal szeretett volna elhajózni Marokkóból Amerikába. A tutajt a Csád-tónál dolgozó hajóépítők készítették. Négyezer mérföld után a hajó szétesett, de egy évvel később egy újabb tutajjal – a Ra II-vel – már meg tudták tenni az utat. 
1978-ban Irakból szeretett volna elhajózni Indiába a Perzsa-öblön keresztül. Dzsibutinál felgyújtotta a hajóját, a Vörös-tengernél dúló háborúk ellen tiltakozva. Ez volt az utolsó hajós expedíciója. Egyre inkább a skandináv népek kezdték érdekelni. Azerbajdzsánban ásatásokat végeztek, és felfedezni vélte a vikingek őseit. Ezzel azonban a tudomány sosem foglalkozott, szinte még meg sem cáfolták. 2002-ben halt meg Olaszországban; miután diagnosztizálták agytumorát, egy hónapig nem vett magához sem élelmet, sem gyógyszert. Urnája ottani villájuk kertjében nyugszik.

### Polinéz elmélete
Heyerdahl hitt benne, és hevesen kutatta azt a feltételezését, hogy a polinézek nem Ázsiából, hanem dél-amerikából származnak. Bár azt sikerült bebizonyítania egyik expedíciójával, hogy a dél-amerikai indiánok meg tudták volna tenni hajóval a Dél-Amerika és Polinézia közötti utat, azt már nem, hogy meg is tették. 
Elméletét a régészek és nyelvészek mindig is cáfolták, de expedíciója megalapozta a kísérleti régészetet, amely ma az egyik leggyorsabban fejlődő ága a régészet tudományának.

### Magánélete
Három feleségétől öt gyermeke született.

## Művei magyarul
- Tutajjal a Csendes-óceánon – Kon-Tiki expedíció; ford. Istványi Ernő; Művelt Nép., Bp., 1956 (Világjárók)
- Aku-aku – A Húsvét-sziget titka; ford. Neményi Ödön; Gondolat, Bp., 1960 (Világjárók)
- A Ra expedíciók; ford. Vámosi Pál; Gondolat, Bp., 1972 (Világjárók)
- A Kon-Tiki-től a Ra-ig, egy elmélet kalandja; ford. Vámosi Pál, kieg. Bodrogi Tibor; Gondolat, Bp., 1974
- Fatu Hiva; ford. Balassa Klára; Gondolat, Bp., 1976 (Világjárók)
- Tigris; ford. Balassa Klára; Gondolat, Bp., 1982 (Világjárók)

## Emlékezete
- Thor Heyerdahl felfedezőútjainak igen sok tárgyi emléke (köztük a Kon-Tiki és a Ra II. hajók) az oslói Kon-Tiki Múzeumban láthatók.
- Elneveztek már róla épületegyüttest és aszteroidát is.
- Tizenegy egyetem avatta díszdoktorává.
- Dzsibutiban emlékbélyeget gyártottak tiszteletére.
- Születése centenáriumiát 2014-ben sokfelé megünnepelték.

|  |  |

## Expedíciói
A táblázatban foglaltaknál több expedíciója volt.
| Hajó neve | Típusa           | Indulás                | Érkezés (* terv szerint)           | Távolság | Időtartam   | Megjegyzés                                                                                             |
| --------- | ---------------- | ---------------------- | ---------------------------------- | -------- | ----------- | --- |
| Kon-Tiki  | balsafa tutaj    | Callao (Peru)          | Polinézia                          | 8000 km  | 101 nap     | |
| Ra I      | papiruszhajó     | Szafi (Marokkó)        | *Amerika                           | 5000 km  | 56 nap      | elhagyták a tengeren                                                                                   |
| Ra II     | papiruszhajó     | Szafi, 1970. május 17. | Amerika                            | 6100 km  | 57 nap      | |
| Tigris    | berdi (nád) hajó | Irak, 1978             | Bahrein, Omán, Pakisztán, Dzsibuti |          | kb. 5 hónap | 1978. április 3-án Dzsibutinál felgyújtotta a hajót tiltakozásul a Vörös-tengernél dúló háborúk ellen. |

## A populáris kulturában
Kon-Tiki címen a The Shadows együttesnek volt egy instrumentális száma az 1960-as évek elején.
2012-ben Kon-Tiki címmel megfilmesítették Thor Heyerdahl 1947-es Kon-Tiki expedíciójának történetét.